# 馬朝卿
馬朝卿（1474年—？），字忠夫，山東陽信縣人，民籍，明朝政治人物。

## 生平
山東鄉試第二十六名舉人。正德六年（1511年）中式辛未科會試第一百二十名，登第三甲第十八名進士。授丹徒县知县，歷戶部郎中。嘉靖三年（1524年）大禮議期間，參與左順門哭諫。嘉靖五年（1526年）任河南彰德府知府。

## 家族
曾祖馬福海；祖父馬昇；父馬聰。前母李氏；母紀氏；繼母曾氏。慈侍下。